# Pelagia de Tarso
Pelagia de Tarso es una santa y mártir cristiana que vivió en Tarso de Cilicia, en Asia Menor, durante el reinado del emperador romano Diocleciano (284-305), en el siglo III.
Según la tradición, el hijo de Diocleciano y heredero al trono se enamoró de Pelagia, joven de gran belleza y proveniente de una familia noble, y quiso casarse con ella. Sin embargo ella respondió que no podía, porque había jurado preservar su virginidad para el que llamaba su inmortal esposo, Cristo. En su dolor, el hijo de Diocleciano se suicidó.
Pelagia fue enviada a Roma por su madre pagana, donde Diocleciano, admirado por su belleza le pidió casarse. Ella se negó, afirmando «yo tengo por novio a Jesucristo, por el cual estoy dispuesta a morir» y llamando al emperador demente, por lo que fue martirizada dentro de un toro de cobre al rojo vivo hasta la muerte. Según la leyenda, su carne abrasada olía a mirra y el aroma inundó toda Roma.
La misma leyenda afirma que los romanos enviaron cuatro leones para devorar los huesos de Pelagia, pero que éstos, en cambio, custodiaron sus huesos de los buitres y cuervos hasta que un obispo cristiano pudo recuperarlos. Constantino el Grande construyó una iglesia donde se custodiaron sus restos.
La historia tiene poca base histórica, ya que Diocleciano tuvo una hija, Valeria, pero ningún hijo, un hecho de considerable importancia para el desarrollo de su reinado. Sin embargo, sí llevó a cabo la última persecución extensa de cristianos de la historia de Roma, muchas de cuyas víctimas acabaron quemadas vivas, por lo que Pelagia pudo realmente ser una mártir de esa época, aunque muerta en circunstancias diferentes a las afirmadas por la leyenda posterior, que como en otros casos embelleció y complicó los hechos reales.